# Rhipidia (Rhipidia) griseipennis
Rhipidia (Rhipidia) griseipennis is een tweevleugelige uit de familie steltmuggen (Limoniidae). De soort komt voor in het Oriëntaals gebied.